# Bienvenue solitude
Albums de Sylvie Vartan
Déraisonnable (Sylvie Vartan)
(1979) Ca va mal
(1981)
Bienvenue solitude est le 22e album (et également une chanson) de Sylvie Vartan sorti en 1980 en LP 33 tours, et en K7 audio chez RCA.
Eddie Vartan, le frère de la chanteuse, produit et réalise l'album tandis que Michel Mallory écrit pas moins de 90 % des titres de l'album[précision nécessaire] .
Le titre de l'album n'est pas dû au hasard[réf. nécessaire], car la chanteuse, vient tout juste de divorcer de Johnny Hallyday[évasif].
Le succès majeur de cet album sera Tape tape reprise à Myriam Makeba. La chanson sortie en single sera le succès de l'été 80 pour Sylvie.
La période de promotion de l'album s'étalera de fin juin à fin décembre où Sylvie interprètera notamment Tape tape, Jerry (de Julien Lepers), Le piège et La chanson au brouillon. Ces mêmes chansons seront les seules de l'album à être défendues sur scène lors de la tournée 80.

## Bienvenue solitude

### Face A
1. Bienvenue solitude
2. Jerry
3. Tape-tape
4. Je finirai bien par t'oublier
5. Le piège

### Face B
1. La chanson au brouillon
2. Pour l'amour tu me garderas
3. Tu risques de me plaire
4. Quand le vent se lève
5. Donner

## Extraits
- Tape tape / Pour l'amour tu me garderas
- La chanson au brouillon / Bienvenue solitude